# Серакув (Сілезьке воєводство)
Серакув (пол. Sieraków) — село в Польщі, у гміні Пширув Ченстоховського повіту Сілезького воєводства.
Населення — 238 осіб (2011).
У 1975-1998 роках село належало до Ченстоховського воєводства.

## Демографія
Демографічна структура станом на 31 березня 2011 року:
|          | Загалом | Допрацездатний вік | Працездатний вік | Постпрацездатний вік |
| -------- | ------- | ------------------ | ---------------- | -------------------- |
| Чоловіки | 123     | 20                 | 84               | 19                   |
| Жінки    | 115     | 20                 | 59               | 36                   |
| Разом    | 238     | 40                 | 143              | 55                   |